# NGC 5854
NGC 5854 é uma galáxia espiral barrada (SB0-a) localizada na direcção da constelação de Virgo. Possui uma declinação de +02° 34' 07" e uma ascensão recta de 15 horas, 07 minutos e 47,6 segundos.
A galáxia NGC 5854 foi descoberta em 24 de Fevereiro de 1786 por William Herschel.